# Allium heterophyllum
Allium heterophyllum — вид рослин із родини амарилісових (Amaryllidaceae).

## Етимологія
Видовий епітет «heterophyllum» заснований на унікальних характерах листя, його листки мають два типи морфології, жолобчасті з однією опуклістю ззаду або плоскі з нерівномірним одно- або двостороннім краєм, а відмінності в листках найбільш очевидні в періоди цвітіння і плодоношення.

## Біоморфологічна характеристика
Багаторічна рослина. Цибулини поодинокі, парні чи скупчені, яйцювато-циліндричні чи конічні, у діаметрі 5.0–15 мм, оболонки плівчасті, білі, прикріплені до горизонтального чи косого кореневища, у діаметрі 5.0–20.0 мм, поверхня зазвичай чорно-сіра. Листки лінійні, 5.0–10.0, суцільні в поперечному перерізі, 1.0–30.0(45.0) см завдовжки і 1.5–4.0 мм завширшки, зазвичай коротші від стеблини (іноді рівні). Стеблина ромбоподібна, у поперечному перерізі суцільна, 25.0–45.0 см завдовжки й 15.0–25.0 мм у діаметрі. Суцвіття зонтикоподібне, напівкулясте, нещільне. Оцвітина від білого до світло-фіолетового забарвлення, внутрішні листочки оцвітини 4.0–6.0 мм, довші за зовнішні, еліптичні, верхівка тупа; зовнішні листочки оцвітини 3.0–4.0 мм, яйцювато-еліптичні. Пиляки еліптичні, пурупурно-сірі. Коробочка зворотно-яйцювата. Насіння чорне, ромбоїдальне, 1.5–2.0 мм ушир і 2.5–3.0 мм у довжину. За результатами двох польових досліджень A. heterophyllum цвів з кінця серпня по вересень і плодоносив з кінця вересня по жовтень.

## Середовище проживання
В даний час A. heterophyllum відомий лише з типової популяції в горах Лунчіман в окрузі Сунсянь, Хенань, Китай. Цей вид росте на відкритому схилі скелі біля річки з невеликою кількістю прикріпленого ґрунту, іноді вкорінюється в тріщинах, лунках або сходинках скелі на висоті від 1250 до 1400 метрів.